# 镇康滇紫草
镇康滇紫草（学名：Onosma microstoma）是紫草科滇紫草属的植物。分布于中国大陆的云南等地，生长于海拔3,000米的地区，常生长在空旷多石山坡，目前尚未由人工引种栽培。
其种加词“microstoma”意为“小口的”。
现接受名为镇康胀萼紫草（Maharanga microstoma (I.M.Johnst.) I.M.Johnst., 1954）。